# 僕が見たかった青空
僕が見たかった青空（ぼくがみたかったあおぞら）は、日本の女性アイドルグループである。秋元康のプロデュースにより、2023年6月15日に結成した。秋元がプロデュースしたAKB48グループやその公式ライバルとして旗揚げした坂道シリーズに所属せず、乃木坂46の公式ライバルと位置づけられている。略称は、僕青（ぼくあお）。

## 経緯
株式会社Ligareaz Managementによる「がんばれ！ニッポンのアイドル」プロジェクト第1弾として、オーディションが2023年2月から始まった。AKB48の公式ライバルとして結成された乃木坂46のようにライバルを追いかけることで成長し、日本のアイドルカルチャーを盛り上げる存在となることを目指し、同じ秋元康プロデュースのもと、AKB48がキングレコード、乃木坂46がソニーミュージックに所属しているのに対して、エイベックス・エンタテインメントから「乃木坂46の“公式ライバル”グループ」としてデビューすることが予告された。オーディションでは応募サイトからのエントリーのほか、TikTokを活用した公開スカウトも実施された。

## 円陣での掛け声
「一番輝く太陽に 夢や希望をどこまでも 届け 僕が見たかった青空」という掛け声が主にライブ前に行われる円陣で使用される。

## 経歴

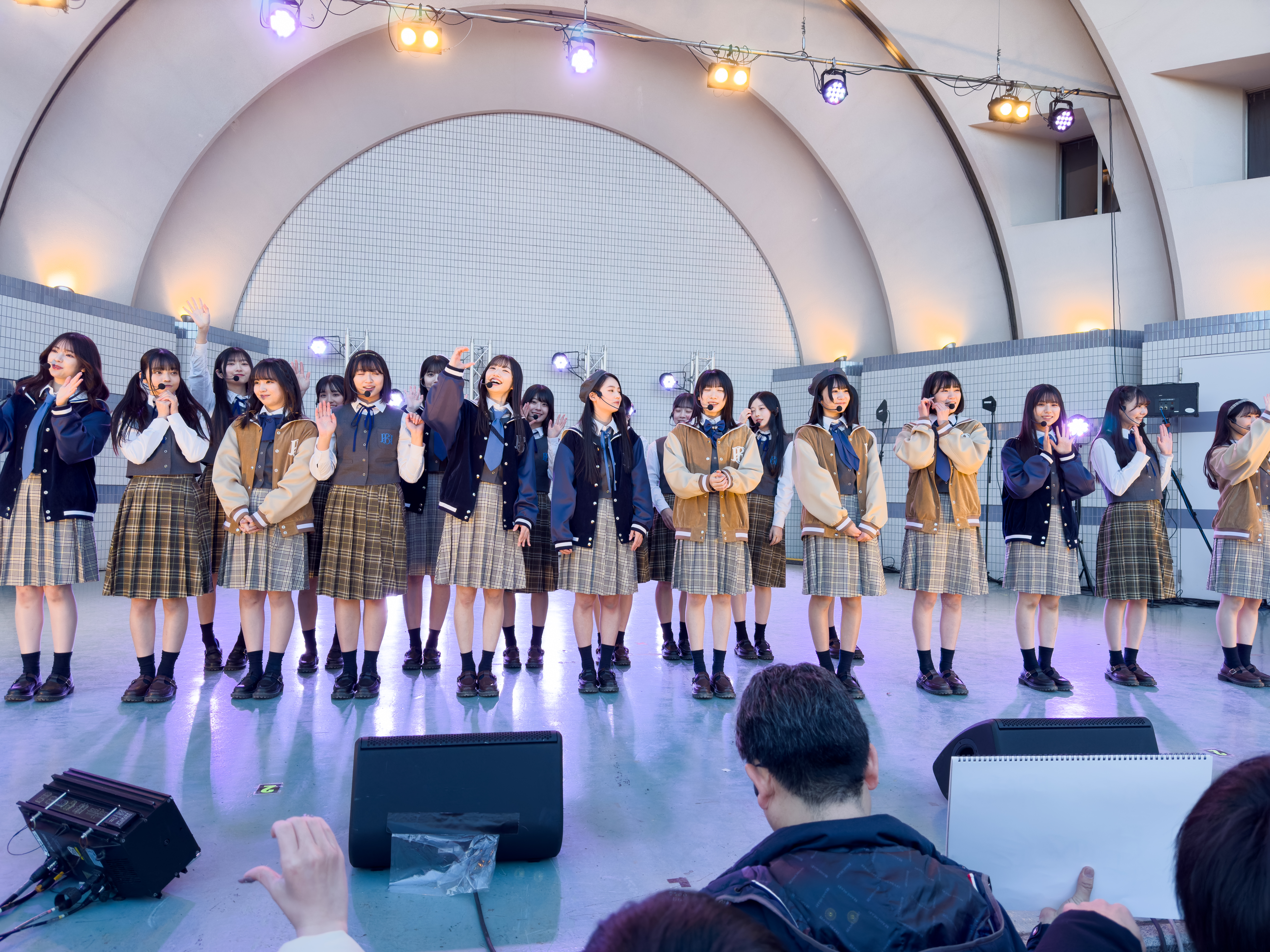
僕青クリスマス2023、代々木公園野外ステージ

2023年6月15日にグループ名および応募者3万5678人の中から選ばれた23名のメンバーが発表された。同時に初代センターは八木仁愛が務めること、8月30日にプロデューサーである秋元康が作詞を担当した『青空について考える』でデビューすることも合わせて発表された。
同年7月にはフジテレビ系列の音楽番組『FNS歌謡祭 夏』にて同曲を地上波初披露し、同月22日には本グループがオフィシャルサポーターを務めたイベント「お台場冒険王 2023 SUMMER SPLASH!」のオープニングセレモニーにおいて観客の前で初めて同曲を披露した。8月6日には『TOKYO IDOL FESTIVAL』に出演。同月30日に1stシングル『青空について考える』をエイベックス・エンタテインメントから発売しメジャーデビューした。同年10月18日には初の冠番組『坂道の向こうには青空が広がっていた。』がフジテレビ系列で放送開始された。11月22日に『第65回日本レコード大賞』の「最優秀新人賞」候補となる「新人賞」の受賞が発表された。12月30日に授賞式が行われ、最優秀新人賞はFRUITS ZIPPERが受賞し、本グループは受賞を逃した。同月19日には竹芝ニューピアホールにて初のワンマンライブ「僕が観たかったワンマンライブ vol.0」を開催した。
2024年1月31日に2ndシングル『卒業まで』を発売し、Billboard JAPAN週間シングル・セールス・チャート“Top Singles Sales”にて1位、オリコン週間シングルランキングで2位を獲得した。同作においては本グループ初となる選抜制度が導入され、表題曲である『卒業まで』は選抜メンバー「青空組」の12人で歌唱したものが収録された。
2024年8月7日に3rdシングル『スペアのない恋』、同年11月13日には4thシングル『好きすぎてUp and down』を発売した。
2025年3月19日に、5thシングル『恋は倍速』を発売した。
2025年6月25日（24日深夜）、冠番組『坂道の向こうには青空が広がっていた。』が最終回を迎えた。
2025年8月6日、6thシングル『視線のラブレター』を発売した。
2025年8月8日、山口結杏が10月末をもって卒業することを発表。グループ初の卒業メンバーとなる。

## メンバー

### 現メンバー
| 名前         | よみ              | 生年月日               | 出身地   | 血液型 | 身長     | 備考                 |
| ------------ | ----------------- | ---------------------- | -------- | ------ | -------- | -------------------- |
| 青木宙帆     | あおき ゆうほ     | 2003年6月13日（22歳）  | 沖縄県   | A型    | 150 cm   | [ 28 ]               |
| 秋田莉杏     | あきた りあん     | 2007年7月9日（18歳）   | 兵庫県   | B型    | 157 cm   | [ 29 ]               |
| 安納蒼衣     | あんのう あおい   | 2007年1月30日（18歳）  | 埼玉県   | B型    | 155 cm   | [ 30 ]               |
| 伊藤ゆず     | いとう ゆず       | 2001年8月11日（24歳）  | 千葉県   | AB型   | 170 cm   | [ 31 ]               |
| 今井優希     | いまい ゆき       | 2005年8月28日（19歳）  | 愛知県   | AB型   | 161 cm   | [ 32 ]               |
| 岩本理瑚     | いわもと りこ     | 2007年11月25日（17歳） | 東京都   | A型    | 155 cm   | [ 33 ]               |
| 金澤亜美     | かなざわ あみ     | 2007年2月14日（18歳）  | 神奈川県 | B型    | 155 cm   | [ 34 ]               |
| 木下藍       | きのした あい     | 2009年8月19日（15歳）  | 東京都   | O型    | 152 cm   | [ 35 ]               |
| 工藤唯愛     | くどう ゆあ       | 2009年8月4日（16歳）   | 北海道   | B型    | 159 cm   | [ 36 ]               |
| 塩釜菜那     | しおがま なな     | 2002年7月7日（23歳）   | 鹿児島県 | O型    | 157 cm   | [ 37 ]               |
| 杉浦英恋     | すぎうら えれん   | 2008年6月19日（17歳）  | 愛知県   | O型    | 160 cm   | [ 38 ]               |
| 須永心海     | すなが みうな     | 2005年4月11日（20歳）  | 埼玉県   | A型    | 156 cm   | [ 39 ]               |
| 西森杏弥     | にしもり あや     | 2003年7月18日（22歳）  | 高知県   | A型    | 156 cm   | [ 40 ]               |
| 萩原心花     | はぎわら ここか   | 2006年6月30日（19歳）  | 静岡県   | A型    | 163 cm   | [ 41 ]               |
| 長谷川稀未   | はせがわ ひとみ   | 2003年3月24日（22歳）  | 埼玉県   | A型    | 160 cm   | [ 42 ]               |
| 早﨑すずき   | はやさき すずき   | 2005年3月13日（20歳）  | 東京都   | B型    | 161 cm   | [ 43 ]               |
| 宮腰友里亜   | みやこし ゆりあ   | 2004年10月24日（20歳） | 福井県   | O型    | 163 cm   | [ 44 ]               |
| 持永真奈     | もちなが まな     | 2004年1月25日（21歳）  | 東京都   | A型    | 157 cm   | [ 45 ]               |
| 八重樫美伊咲 | やえがし みいさ   | 2010年3月5日（15歳）   | 宮城県   | 不明   | 160 cm   | [ 46 ]               |
| 八木仁愛     | やぎ とあ         | 2007年5月1日（18歳）   | 東京都   | A型    | 155 cm   | [ 47 ]               |
| 柳堀花怜     | やなぎほり かれん | 2005年7月24日（20歳）  | 東京都   | B型    | 163.4 cm | [ 48 ]               |
| 山口結杏     | やまぐち ゆあん   | 2004年10月14日（20歳） | 兵庫県   | B型    | 166 cm   | 2025年10月末卒業予定 |
| 吉本此那     | よしもと ここな   | 2005年12月5日（19歳）  | 石川県   | A型    | 156 cm   | [ 50 ]               |

### リーダー・副リーダー
| 期間            | リーダー | 副リーダー |
| --------------- | -------- | ---------- |
| 2023年8月25日 - | 塩釜菜那 | －         |
| 2025年6月15日 - | 塩釜菜那 | 柳堀花怜   |

### 選抜
- ◎ - センター。
- △ - 選抜。

### オーディション

#### “乃木坂46公式ライバル”新グループオーディション
- 応募資格：2023年2月18日時点で満12歳から22歳で、特定のレコードメーカー、プロダクション、音楽出版社に専属契約のない女性[2]。
- 応募総数：3万5678名[2]
- 一次審査：書類選考[2]
- 二次審査：（2023年2月25日・26日（東京）、3月4日（大阪）、3月5日（名古屋）、3月11日（札幌）、3月12日（広島）、3月18日（仙台）、3月21日（福岡）、3月25日・26日（東京））[2]
- 三次審査：（2023年4月15日・16日、東京）[2]
- 最終審査：（2023年4月22日、東京：）[2]
- 合格者：25名（メンバー発表前の辞退者2名を含む）
- メンバー：23名[7]

## 作品

### シングル
|   | リリース日     | タイトル              | 最高位 | 販売形態   | 規格品番     | 形態                                                  |
| - | -------------- | --------------------- | ------ | ---------- | ------------ | ----------------------------------------------------- |
| 1 | 2023年8月30日  | 青空について考える    | 3位    | CD+Blu-ray | AVCD-61362/B | 初回仕様限定盤 Type-A                                 |
| 1 | 2023年8月30日  | 青空について考える    | 3位    | CD+Blu-ray | AVCD-61363/B | 初回仕様限定盤 Type-B                                 |
| 1 | 2023年8月30日  | 青空について考える    | 3位    | CD+Blu-ray | AVCD-61364/B | 初回仕様限定盤 Type-C                                 |
| 1 | 2023年8月30日  | 青空について考える    | 3位    | CD         | AVCD-61365   | 通常盤                                                |
| 1 | 2023年8月30日  | 青空について考える    | 3位    | CD+Blu-ray | AVC1-61366/B | ＜BOKUAO盤＞ 僕が見たかった青空 SHOP / mu-mo SHOP限定 |
| 2 | 2024年1月31日  | 卒業まで              | 2位    | CD+Blu-ray | AVCD-61398/B | 初回盤 Type-A                                         |
| 2 | 2024年1月31日  | 卒業まで              | 2位    | CD+Blu-ray | AVCD-61399/B | 初回盤 Type-B                                         |
| 2 | 2024年1月31日  | 卒業まで              | 2位    | CD+Blu-ray | AVCD-61400/B | 初回盤 Type-C                                         |
| 2 | 2024年1月31日  | 卒業まで              | 2位    | CD+Blu-ray | AVCD-61401/B | 通常盤 Type-A                                         |
| 2 | 2024年1月31日  | 卒業まで              | 2位    | CD+Blu-ray | AVCD-61402/B | 通常盤 Type-B                                         |
| 2 | 2024年1月31日  | 卒業まで              | 2位    | CD+Blu-ray | AVCD-61403/B | 通常盤 Type-C                                         |
| 2 | 2024年1月31日  | 卒業まで              | 2位    | CD         | AVCD-61404   | 通常盤                                                |
| 3 | 2024年8月7日   | スペアのない恋        | 2位    | CD+Blu-ray | AVCD-61449/B | 初回盤 Type-A                                         |
| 3 | 2024年8月7日   | スペアのない恋        | 2位    | CD+Blu-ray | AVCD-61450/B | 初回盤 Type-B                                         |
| 3 | 2024年8月7日   | スペアのない恋        | 2位    | CD+Blu-ray | AVCD-6141/B  | 初回盤 Type-C                                         |
| 3 | 2024年8月7日   | スペアのない恋        | 2位    | CD+Blu-ray | AVCD-6142/B  | 初回盤 Type-D                                         |
| 3 | 2024年8月7日   | スペアのない恋        | 2位    | CD         | AVC1-61453   | 通常盤                                                |
| 3 | 2024年8月7日   | スペアのない恋        | 2位    | CD         | AVC1-61454   | 僕青イベント盤                                        |
| 4 | 2024年11月13日 | 好きすぎてUp and down | 5位    | CD+Blu-ray | AVCD-61478/B | 初回盤 Type-A                                         |
| 4 | 2024年11月13日 | 好きすぎてUp and down | 5位    | CD+Blu-ray | AVCD-61479/B | 初回盤 Type-B                                         |
| 4 | 2024年11月13日 | 好きすぎてUp and down | 5位    | CD+Blu-ray | AVCD-61480/B | 初回盤 Type-C                                         |
| 4 | 2024年11月13日 | 好きすぎてUp and down | 5位    | CD+Blu-ray | AVCD-61481/B | 僕青LIVE盤                                            |
| 4 | 2024年11月13日 | 好きすぎてUp and down | 5位    | CD         | AVC1-61482   | 通常盤                                                |
| 4 | 2024年11月13日 | 好きすぎてUp and down | 5位    | CD         | AVC1-61483   | 僕青イベント盤                                        |
| 5 | 2025年3月19日  | 恋は倍速              | 3位    | CD+Blu-ray | AVCD-61515/B | 初回盤 Type-A                                         |
| 5 | 2025年3月19日  | 恋は倍速              | 3位    | CD+Blu-ray | AVCD-61516/B | 初回盤 Type-B                                         |
| 5 | 2025年3月19日  | 恋は倍速              | 3位    | CD+Blu-ray | AVCD-61517/B | 僕青LIVE盤                                            |
| 5 | 2025年3月19日  | 恋は倍速              | 3位    | CD         | AVCD-61518   | 通常盤                                                |
| 5 | 2025年3月19日  | 恋は倍速              | 3位    | CD         | AVC1-61519   | 僕青イベント盤                                        |
| 6 | 2025年8月6日   | 視線のラブレター      | 2位    | CD+Blu-ray | AVCD-61557/B | 初回盤 Type-A                                         |
| 6 | 2025年8月6日   | 視線のラブレター      | 2位    | CD+Blu-ray | AVCD-61558/B | 初回盤 Type-B                                         |
| 6 | 2025年8月6日   | 視線のラブレター      | 2位    | CD+Blu-ray | AVCD-61559/B | 僕青LIVE盤                                            |
| 6 | 2025年8月6日   | 視線のラブレター      | 2位    | CD         | AVCD-61560   | 通常盤                                                |
| 6 | 2025年8月6日   | 視線のラブレター      | 2位    | CD         | AVC1-61561   | 僕青イベント盤                                        |

## タイアップ
| 楽曲                  | タイアップ | 収録作品                             |
| --------------------- | --- | ------------------------------------ |
| 青空について考える    | フジテレビ「お台場冒険王 2023 SUMMER SPLASH!」テーマソング 中京テレビ・日本テレビ系列『それって!?実際どうなの課』8月度エンディングテーマ CHINTAI「お部屋探しデビュー」篇コマーシャルソング | 1stシングル『青空について考える』    |
| 卒業まで              | 中京テレビ・日本テレビ系列『それって!?実際どうなの課』1月度エンディングテーマ 南海放送『ビーンズmorning』2月度エンディングテーマ                                                           | 2ndシングル『卒業まで』              |
| スペアのない恋        | CHINTAI「僕青お部屋探しBUS旅」篇コマーシャルソング | 3rdシングル『スペアのない恋』        |
| 友よ ここでサヨナラだ | テレビ東京系アニメ『FAIRY TAIL 100年クエスト』エンディングテーマ | 3rdシングル『スペアのない恋』        |
| 好きすぎてUp and down | 中京テレビ・日本テレビ系列『水曜プラチナイト』枠11月度エンディングテーマ | 4thシングル『好きすぎてUp and down』 |
| 空色の水しぶき        | 劇場アニメ『がんばっていきまっしょい』主題歌 | 4thシングル『好きすぎてUp and down』 |
| マイフレンズ          | 劇場アニメ『がんばっていきまっしょい』挿入歌 | 4thシングル『好きすぎてUp and down』 |

## 出演

### バラエティ
- 坂道の向こうには青空が広がっていた。（2023年10月18日 - 2025年6月25日、フジテレビ）[11] [24]

### CM
- CHINTAI
  - 「お部屋探しデビュー」篇（2023年8月19日 - ）[67]
  - 「僕青チンタイガーダンス」篇（2024年1月4日 - ）[68]
  - 「僕青お部屋探しBUS旅」篇（2024年8月17日 - ）[63]
  - 「僕青スマホループ」篇（2025年1月4日 - ）[69]

### ラジオ
- 僕が見たかった青空のオールナイトニッポンX（2023年8月24日、ニッポン放送）- 伊藤ゆず、塩釜菜那、早﨑すずき[70]。
- 僕が見たかった青空の「青天のヘキレキ!」（2023年10月3日 - 、文化放送）- 週替わりで2名程度出演[71]。
- 僕が見たかった青空 君と奏でるラジオ（2023年10月7日 - 、ニッポン放送）- 早﨑すずき[注 4][72]。
- E∞Tracks Selection〜僕青のラジオについて考える（2024年1月3日 - 6月19日、FM大阪）- 秋田莉杏[73]。
- 僕が見たかった青空のオールナイトニッポン0(ZERO)（2024年7月7日、ニッポン放送） - 早崎すずき、柳堀花怜、吉本此那[74]。
- 僕が見たかった青空 有楽町の夜空（2024年12月9日、ニッポン放送） - 塩釜菜那、須永心海、早﨑すずき[75]。

### 舞台
- 夏霞〜NATSUGASUMI〜（2024年7月11日 - 21日、シアター1010）[76]

### ネット配信
- 僕青青春学園! 放課後は楽しまナイト!（2025年5月23日 - 8月6日、TikTok LIVE）[77][78]

## ライブ・イベント

### ライブ
- 僕が観たかったワンマンライブ vol.0（2023年12月19日、NEW PIER HALL）[14]
- 僕が見たかった青空 雲組単独公演（2024年1月17日、KeyStudio）[79]
- 僕が観たかったワンマンライブ vol.1（2024年6月22日、Zepp DiverCity TOKYO）[80]
- アオゾラサマーフェスティバル2024（2024年8月30日、豊洲PIT）[81]
- 僕青祭2024（2024年10月13日、昭和女子大学 人見記念講堂）[82]
- 僕が見たかった青空ワンマンライブ 〜2024青春納め〜（2024年12月29日、配信限定）[83]

### イベント
- TOKYO IDOL FESTIVAL
  - TOKYO IDOL FESTIVAL 2023（2023年8月6日、東京お台場青海周辺エリア）[9]
  - TOKYO IDOL FESTIVAL 2024（2024年8月4日、東京お台場青海周辺エリア）[84]
- 僕青クリスマス2023（2023年12月23日、代々木公園野外ステージ）[85]
- 僕が観たかったファンミ vol.1（2024年1月20日、NEW PIER HALL）[86]

## 書籍

### 雑誌・新聞連載
- BUBKA（2023年8月31日 - 、白夜書房）- 23人の空模様[87]。

## 受賞歴
| 年     | 賞                     | 部門   | 作品 |
| ------ | ---------------------- | ------ | ---- |
| 2023年 | 第65回日本レコード大賞 | 新人賞 |      |